# 红黑细长蚁
红黑细长蚁（学名：Tetraponera rufonigra，英文：bi-coloured arboreal ants 双色树蚁）台譯紅黑四擬家蟻，属于细长蚁属之下的细长蚁红黑种团（Tetraponera rufonigra species group），分布于东南亚，为树棲物種，筑巢时通常会在树干的干燥处挖洞。红黑细长蚁是強烈的猎手，捕食小型昆虫。它们拥有发达的螫针，被螫针后可能会引起过敏反应。
在僧伽罗语中，这种蚂蚁被称为“Hath polayaa”。

## 描述
红黑细长蚁居住于枯木或活木的中空巢室里，工蚁具有强烈攻击性。  研究者在新加坡的万礼遇到了一个蜂群占据了卵叶海桑（Sonneratia ovata）的蛀枝，延伸到树干的中空巢室里。在印度班加罗尔，研究者在檀香树（Santalum album）苗的主茎上发现了一个巢穴。活茎内的巢穴符合甲虫幼虫（很可能是Cerambycid）的假定洞穴，但也包含不完整的隔膜，显然是由细长蚁工蚁所添加的泥土制成的。檀香树苗的巢穴里有工蚁、卵、幼虫和一个大的成熟介殼虫。

### 鑑定
该物種在不同地区具有不同的品相顏色。在最常见的品相中，其觸角（包括觸角柄和鞭节）、胸部和腹柄节为淺橙\棕色；足部在燈光照射下也会呈现橙色；而其餘的头部和腹部则为黑色。橙色和黑色形成強烈的反差对比。
在斯里蘭卡存在着更黑的红黑细长蚁。斯里蘭卡种群的双色对比是棕黑色和黑色，在最黑的品相中甚至呈现完全单一的黑色。褔雷尔（Forel）曾在1909年將这种具更黑外貌的红黑细长蚁發表并描述为了红黑细长蚁的变种（红黑细长蚁锡兰变种Tetraponera rufonigra var. ceylonensis），但这个变种现已成为红黑细长蚁的次异名。